# Carioca (Automarke)
Carioca war eine brasilianische Automarke.

## Markengeschichte
Carioca war der Markenname eines Unternehmens aus Rio de Janeiro, das in den 1980er-Jahren Automobile herstellte. Insgesamt entstanden nur wenige Fahrzeuge.

## Fahrzeuge
Das einzige Modell GC 1 Sport Line war ein Sportwagen. Ein Fahrgestell von Volkswagen do Brasil bildete die Basis. Darauf wurde eine Karosserie aus Fiberglas montiert, die entfernt einem MG TD ähnelte. Ein luftgekühlter Vierzylinder-Boxermotor war im Heck eingebaut und trieb die Hinterräder an.